# Pantherophis
Pantherophis és un gènere de serps no verinoses de la família Colubridae d'Amèrica del Nord i Amèrica Central. Són totes poderoses constrictores i valuoses aliades de l'ésser humà en el maneig poblacional de rosegadors.

## Taxonomia
Hi ha certa controvèrsia taxonòmica pel que fa al gènere Pantherophis. Basan-se en l'ADN mitocondrial, Utiger et al. (2002) van mostrar que les espècies nord-americans adscrites fins aquell moment al gènere Elaphe, juntament amb gèneres estretament relacionats com Pituophis i Lampropeltis, formen un grup monofilètic separat de les espècies del Vell Món. Per tant, van suggerir la resurrecció del nom disponible Pantherophis Fitzinger, 1843 per a tots els tàxons nord-americans (al nord de Mèxic). Al principi, l'acceptació de la requalificació proposada va ser irregular. No obstant les principals fonts taxonòmiques, com ara Societat per a l'Estudi dels Amfibis i Rèptil,
i The Reptile Database, admeten avui la validesa del gènere Pantherophis.
- Pantherophis alleghaniensis (Holbrook, 1836)
- Pantherophis bairdi (Yarrow, 1880)
- Pantherophis flavirufus (Cope, 1867)
- Pantherophis gloydi Conant, 1940
- Pantherophis guttatus (Linnaeus, 1766)
- Pantherophis obsoletus (Say In James, 1823)
- Pantherophis phaescens Dowling, 1952
- Pantherophis slowinskii Burbrink, 2002
- Pantherophis spiloides (Duméril, Bibron & Duméril, 1854)
- Pantherophis vulpinus (Baird and Girard, 1853)